# Азербайджанський гірський меринос
Азербайджа́нський гірськи́й мерино́с — вовнова порода тонкорунних овець, виведена в Аз. РСР (1932–1947) схрещуванням місцевих мериносових овець з баранами асканійської і кавказької порід.
Жива вага маток 45—55 кг, баранів 65—75 кг.
Настриг вовни від типових для породи маток 4,5—5 кг, від баранів 7,5—8 кг.
Вихід чистого волокна 40—44 %, тонина 64—70 якості.
А. г. м. поширений в усіх районах тонкорунного вівчарства Аз. РСР, придатний для розведення в гірських і передгірних районах Пн. Кавказу і в Закавказзі.